# Musée national suisse
Le Musée national suisse (en allemand : Landesmuseum Zurich) est un musée situé à Zurich (Suisse), à côté de la gare centrale. Il fait partie des Musées nationaux suisses. Cette institution a accueilli au fil des dernières décennies des annexes dans différentes régions de la Suisse. Le Landesmuseum est le siège central d'un organisme qui s'est par ailleurs doté d'un Centre des collections, doté de services hautement spécialisés en conservation-restauration.
Il s'agit du musée historique le plus visité de Suisse (302 304 visiteurs en 2019).
Inauguré en 1898, il présente la culture et l'histoire de la Suisse, de la préhistoire au XXIe siècle.

## Histoire du musée

### Historique
C'est sous la République helvétique (1798-1803) qu'apparut l'idée d'un musée national, chargé de collectionner et de préserver des biens culturels menacés. Ministre national de la culture et des sciences, Philipp Albert Stapfer avait élaboré le projet d'une Université, d'une Bibliothèque et d'un Musée nationaux, ainsi que d'un Bureau national de la culture chargé d'inventorier non seulement les collections artistiques et scientifiques, mais également les sites archéologiques et les monuments d'art et d'histoire de la Suisse. L'échec du régime de l'Helvétique condamnera les ambitieux projets de Stapfer.
L'essor des musées locaux et cantonaux au cours de la seconde moitié du XIXe siècle plaça le jeune État fédéral, fondé en 1848, devant la nécessité de clarifier sa politique culturelle. Une première intervention parlementaire en faveur d'un musée national échoua en 1880. C’est le conseiller national zurichois Salomon Vögelin qui lance le débat sur la fondation d’un tel musée en 1883, inspiré par le succès de l’exposition d’art national organisée à l’occasion de l’exposition nationale suisse à Zurich. Le risque de voir vendre à l'étranger des "antiquités patriotiques" d'une grande valeur, l'abondance surprenante des objets mis au jour par des archéologues aux activités soutenues et l'intérêt porté aux conditions de vie, du bas Moyen Âge et de l'époque moderne, poussèrent la Confédération à agir.
En 1890, le Musée national suisse (MNS) fut officiellement créé, par une votation du Parlement fédéral, et son siège fut fixé à Zurich en 1891, après de vifs débats quant à son lieu d'implantation, entre Zurich, Lucerne, Bâle et Berne.
Le Musée national suisse a été inauguré en 1898. Son premier directeur était Heinrich Angst, désigné comme tel en 1892 par le Conseil fédéral. Il a pris place dans un bâtiment, en forme de château, empruntant des éléments à divers styles locaux, construit à cet effet par Gustav Gull, à côté de la gare centrale de Zurich. L'architecte a laissé une trace dans le bâtiment, dont la forme reproduit l'initiale G. La pierre de tuf a été utilisée pour la construction.
Cette nouvelle institution se fondait sur les collections de la ville et du canton de Zurich, systématiquement complétées. Les points forts étaient l'archéologie, les témoignages sur la vie au Moyen Âge et à l'époque moderne, ainsi que les arts appliqués. Après la Deuxième Guerre mondiale, l'institution occupa de nouveaux sites : en 1956 des salles d'exposition dans la maison de la corporation de la Mésange et en 1976 le Musée de la Bärengasse, tous deux à Zurich,.

### Agrandissement de l'infrastructure
Dès l'ouverture du musée, il apparait que les collections qui s'étoffent à un rythme rapide vont nécessiter un agrandissement du musée nouvellement construit.

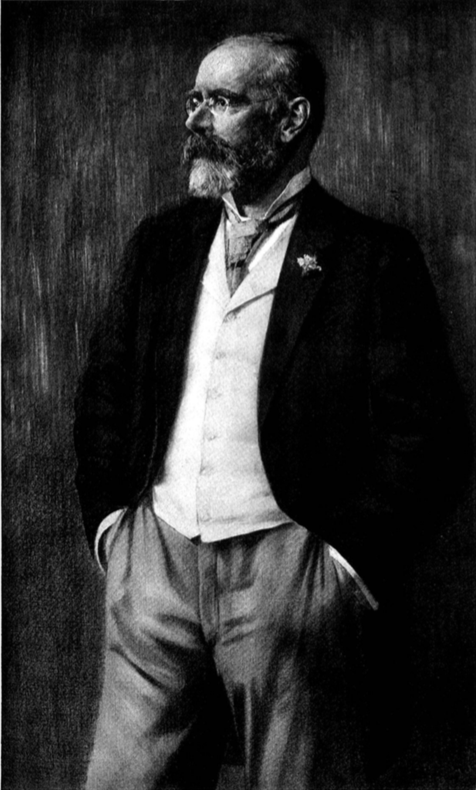
Sir Heinrich Angst, premier conservateur du Musée national Suisse. Huile sur toile de Caspar Ritter, 1897

Un avant-projet est proposé en 1906. Gustav Gull décide donc en 1912 de présenter un plan prévoyant l’aménagement à l’ouest d’une annexe en direction de la Sihl et l’édification, à l’est du bâtiment, d’une nouvelle aile le long de la Museumsstrasse. Or, le fait que la planification soit confiée à Gull n’est pas du goût de la commission du Musée national, notamment de l’ancien directeur Heinrich Angst, qui s’insurge avec véhémence contre ce choix. La mésentente des deux hommes et l'insécurité liée au financement du projet retardent plusieurs fois le projet. Le Parlement estimera en 1924 que celui-ci n'est pas une priorité...
En 1932, l’école des arts appliqués de Zurich et le Musée des arts décoratifs (le Musée du design actuel), déménagent dans un nouveau bâtiment situé sur l’Ausstellungsstrasse. La voie est ainsi libre pour « l'annexion » par le musée de l’aile abandonnée. Mais le plan d'agrandissement est de nouveau rejeté par la Confédération, à l'exception de la rénovation de l'aile pour répondre au besoin du musée. L'inauguration de cette aile a lieu le 23 mai 1935.

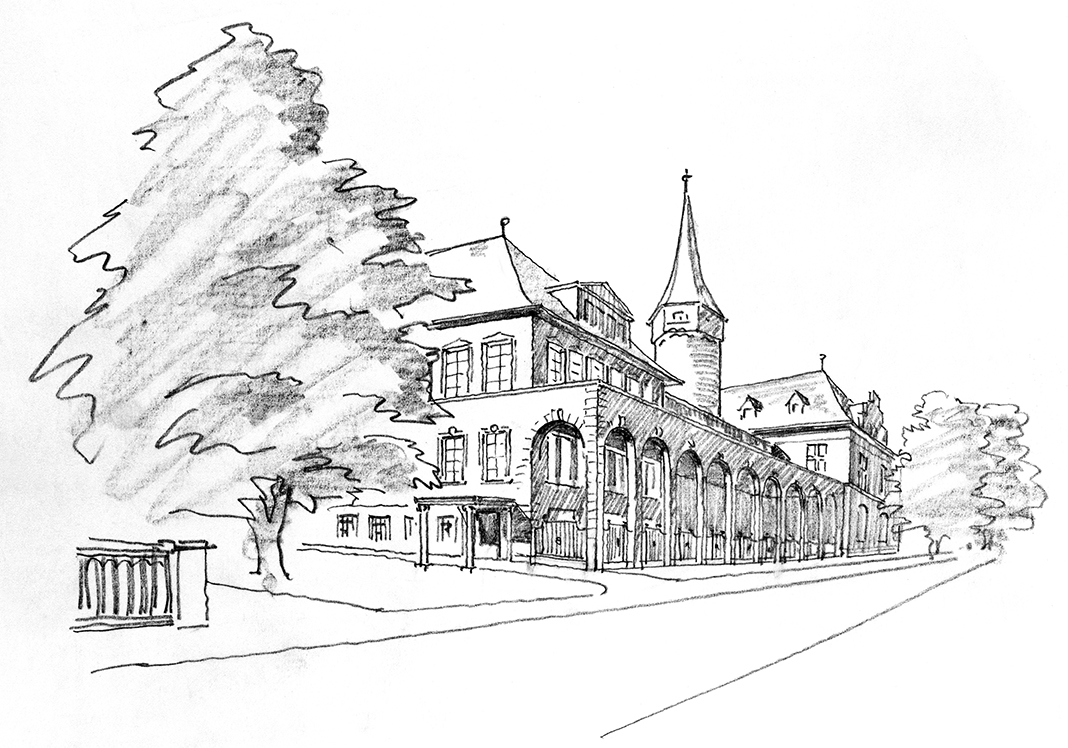
Croquis de l’extension du musée côté Sihl prévue par Hermann Herter, 1941

Malgré cette extension, la place manque toujours au sein du musée. L'approche de la Deuxième guerre mondiale nécessite le besoin de construire également un abri de protection. Gustav Gull s'y oppose, de crainte que les nouveaux concepts n'abiment l'aspect extérieur de l'ancien musée. La direction du musée exigera que le nouveau projet s'adapte aux besoins du musée, et non l'inverse. L’architecte de la ville, Hartmann Herter, un ancien élève de Gull, dessine alors en 1941 de nouveaux plans d’agrandissement, qui prévoient la construction d’une annexe du côté de la Sihl. Sa mort l'empêchera de mener ce projet à terme.
Son successeur, Albert Heinrich Steiner, lors de sa prise de fonction en 1943, abandonne les plans de ses prédécesseurs. Il présente de nouvelles idées, qui traduisent une conception moderniste de l’architecture, avec des constructions indépendantes les unes des autres et très différentes de celles de l’ancien musée. Ses plans ne nécessitant pas de toucher à l'ancien bâtiment, les dirigeants du musée les approuvent. Des espaces d’exposition, une salle de conférence, des monte-charges et une collection d’études sont prévus dans la nouvelle extension. Cependant, ses projets ne sont pas jugés prioritaires à la sortie du conflit. Les années suivantes, le Musée national choisit de se décentraliser. Des sites extérieur sont créés et les locaux d’autres institutions sont utilisées pour présenter des expositions : la maison de la corporation zur Meisen en 1956, le Wohnmuseum de la Bärengasse en 1976, le Musée suisse des douanes de Cantine di Gandria en 1978, Forum de l’histoire suisse Schwytz (de), créé en 1995. En 1998 est ouverte la principale annexe au Château de Prangins (1730) au bord du lac Léman. Devenu l'antenne romande du MNS, il met l'accent sur les XVIIIe siècle et XIXe siècle.
En 2000, la mise au concours du projet d’assainissement et d’extension du musée débute et est ouverte aux architectes étrangers. Contrairement aux solutions précédentes, une extension en direction du parc du Platzspitz est envisagée. Les architectes bâlois Christ & Gantenbein remportent le concours, notamment grâce à une idée d'allier l'ancien et le moderne, tout en respectant le parc, et en faisant la liaison entre les deux ailes. Le nouveau bâtiment reprend la façade en tuf de l’ancien et les planchers en béton poli offrent une réinterprétation contemporaine du sol de la terrasse de l’édifice initial. Le projet d’extension est remanié plusieurs fois au cours de la planification et de la mise en œuvre des travaux qui durent une bonne vingtaine d’années.
Dès 2005, le bâtiment zurichois est en cours de rénovation afin d’adapter l’infrastructure aux exigences d’un Musée national moderne. Sa réalisation est prévue entre 2010 et 2012. En 2016, les nouvelles parties du musée ont été inaugurées, avec un espace d'expositions de 2 200 m2, une bibliothèque et une salle de conférence.

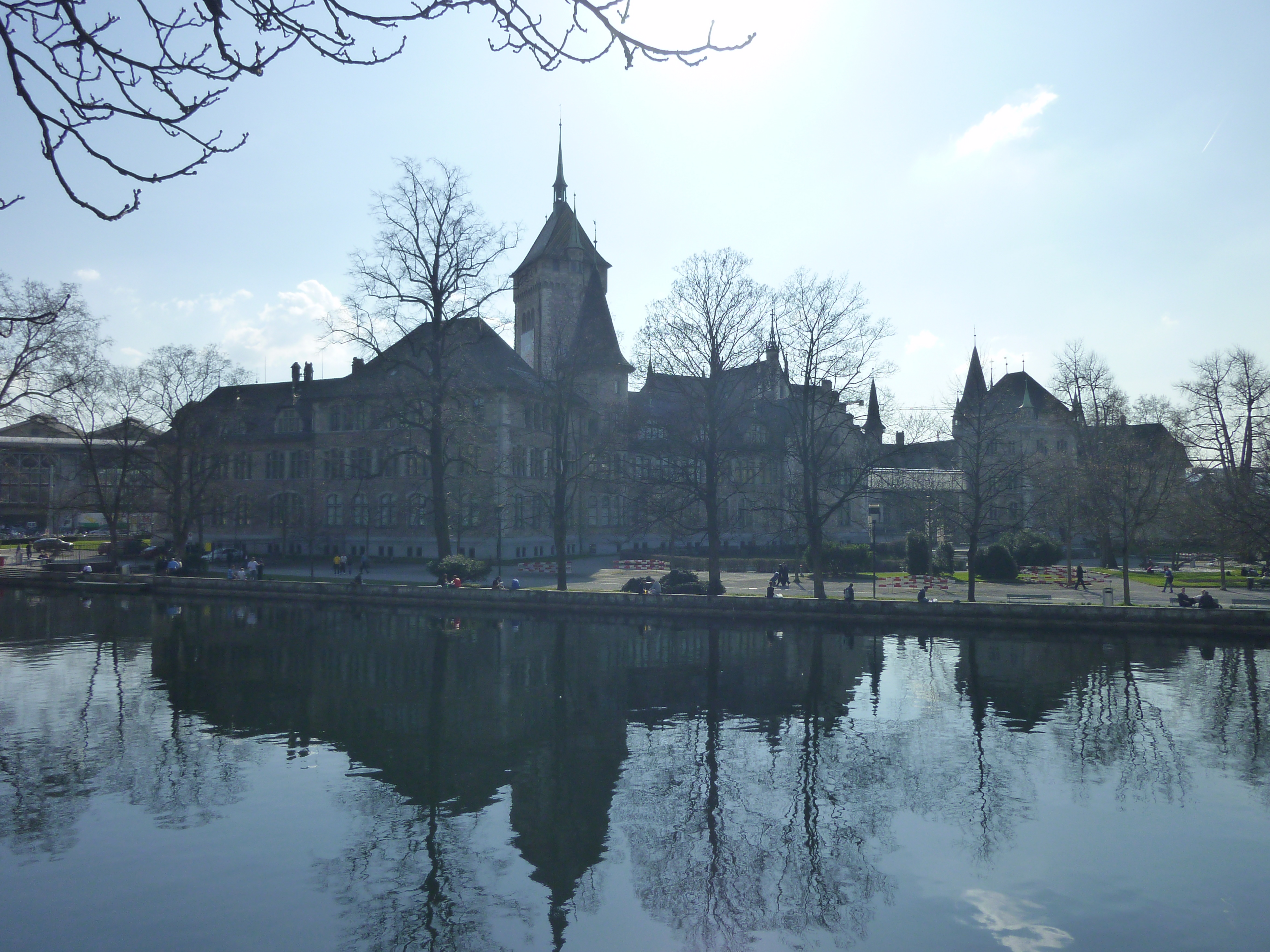
Aperçu 2010
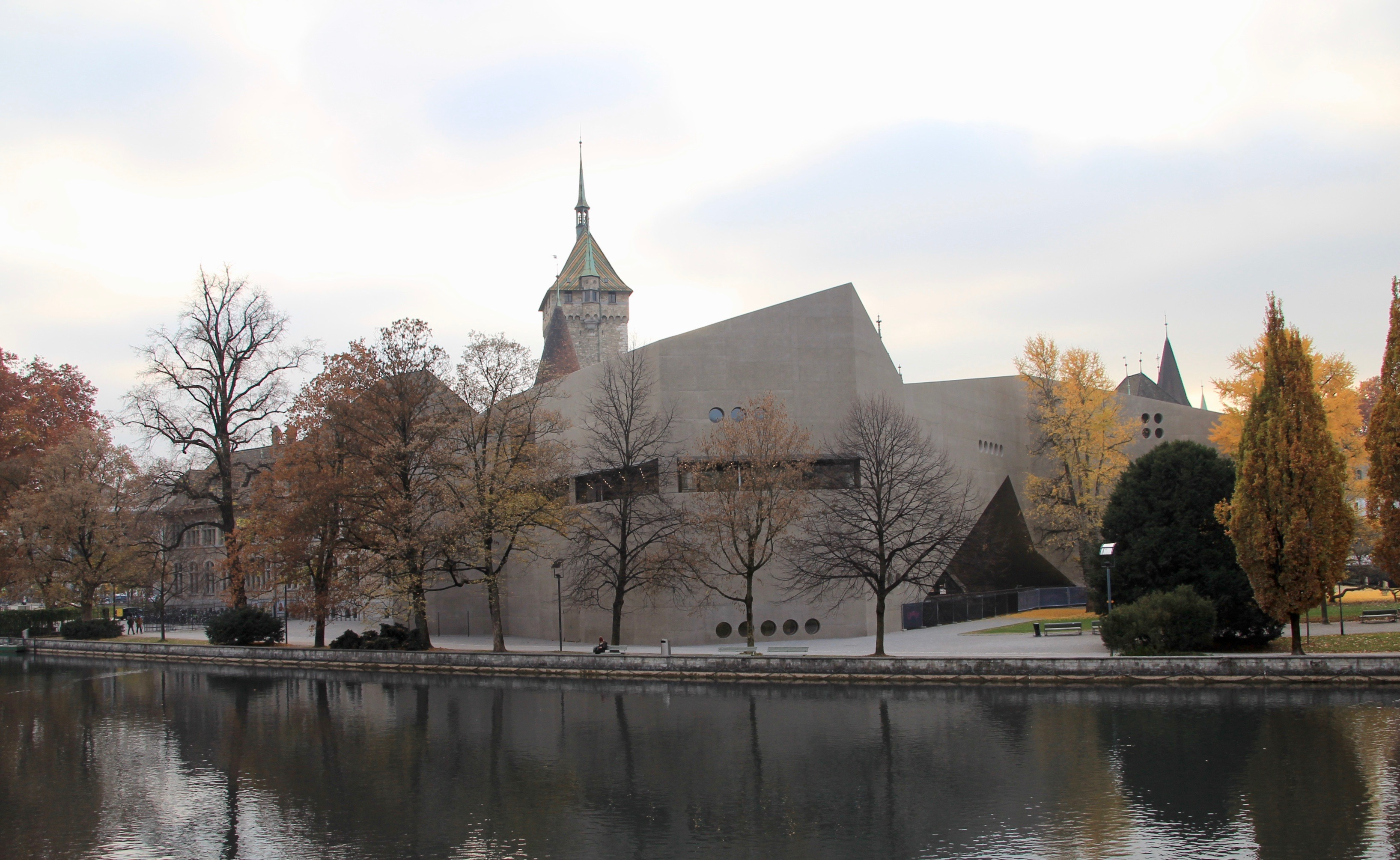
Avec l'extension en novembre 2018
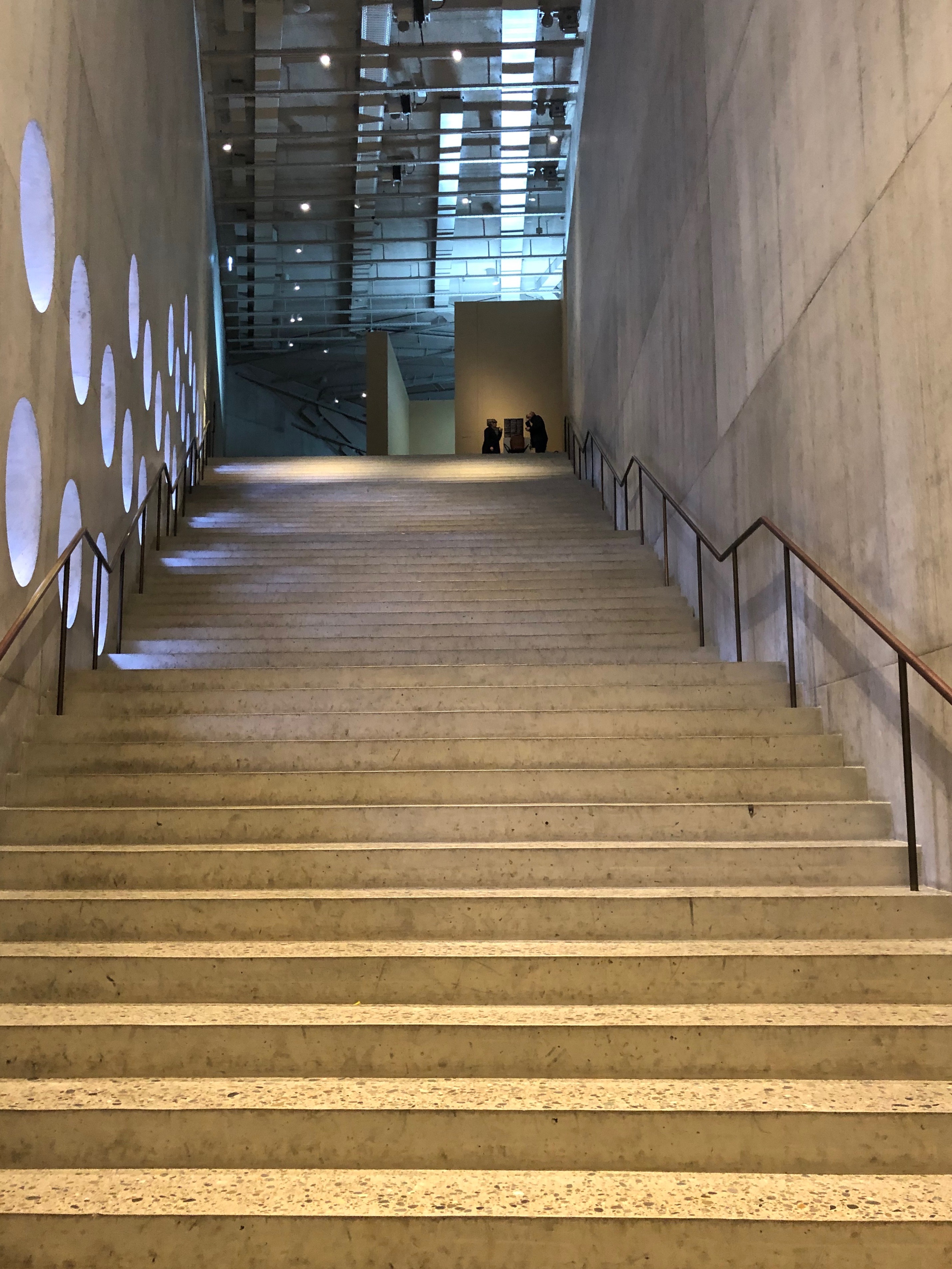
Escalier vers…
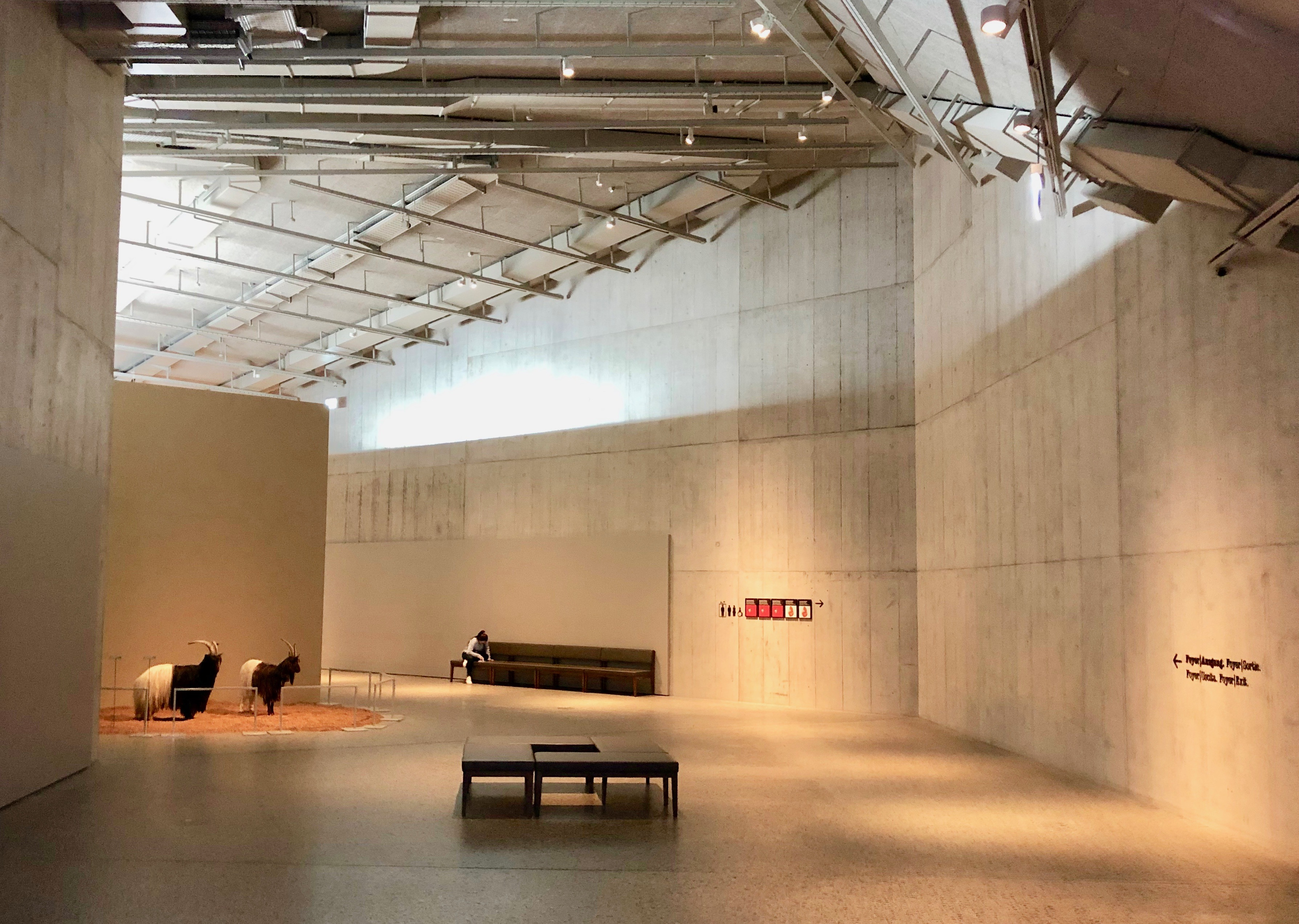
… le Hall
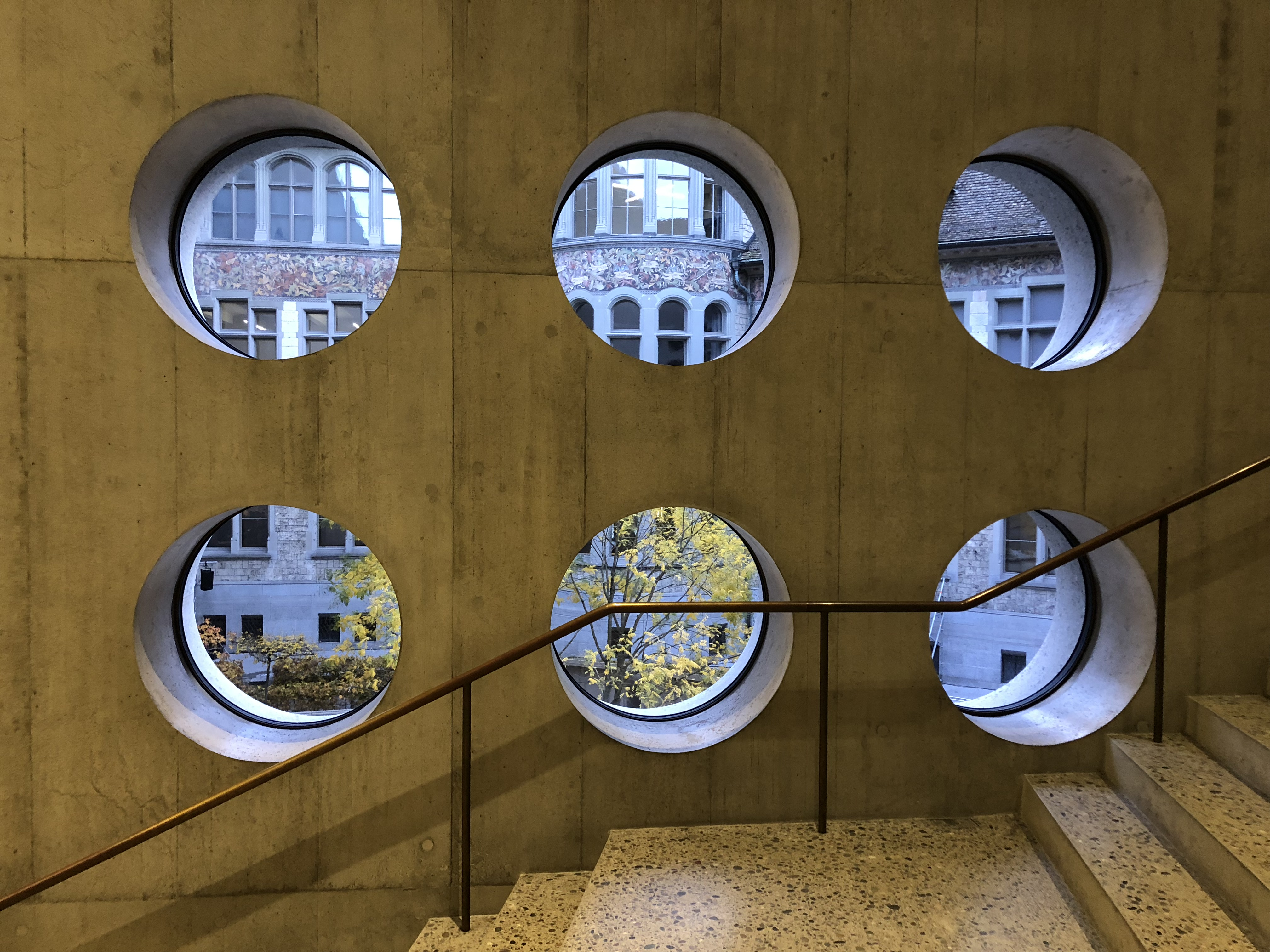
Fenêtre

## Le Musée national dans le paysage muséal suisse
La création du musée national suisse est étroitement liée au contexte général de fabrication d’une identité locale et nationale. La naissance de l’état fédéral en 1848 est un évènement marquant de l’histoire de la Suisse. Afin de consolider son identité, il va s’appuyer sur l’archéologie et les antiquités "nationales" pour exprimer les origines et les caractéristiques de la nation naissante. Durant le XIXe siècle, sur le plan européen, les États-Nations édifient alors de grands musées, afin d’affirmer leur légitimité. C’est dans ce contexte qu'il convient d'envisager l’ouverture du musée national suisse en 1898 : celui-ci doit en effet incarner le sentiment national suisse.
La position du Landesmuseum dans le paysage muséal suisse du XIXe siècle a toutefois donné lieu à de vives discussions. La relation entre le musée d'État et les musées cantonaux et régionaux a été controversée dès le départ ; la crainte d'une politique culturelle centralisée était profonde .
Le message de 1889 parlait d'un « musée général suisse entouré d'une couronne de collections spéciales cantonales ». Dans les intentions des fondateurs, le Landesmuseum ne devait pas être un solitaire, mais faire partie d'un paysage muséal suisse avec des contacts et des échanges animés. Cependant, cette partie de l'idée fondatrice n'a été mise en œuvre que de manière très incomplète. Au cours des premières années, des situations de conflit n'ont pas facilité l'intégration du Landesmuseum dans le paysage muséal suisse. Surtout la relation avec le Bernisches Historisches Museum était très froide. L'achat d'une chaise d'église à l'église de Spiez est même devenu une affaire d'État ; en 1900, le Landesmuseum a dû restituer à l'église de Spiez la chaise gothique Sigrist, acquise dans des conditions peu claires .
La relation entre le Musée d'État et la Fondation Gottfried Keller était également difficile. Les animosités personnelles, mais aussi les luttes directionnelles pour la politique culturelle suisse ont conduit à une véritable " guerre de l'art " en 1904, qui a de plus en plus isolé la gestion du Landesmuseum. La structure fédérale du musée a été mise en cause à plusieurs reprises, par exemple en 1924, par Georg von Montenach, dans le cadre du projet d'agrandissement du musée.
Montenach propose un musée décentralisé axé sur les objets dans différentes villes :
« C’est ainsi que je placerais à Lucerne ou à Fribourg une collection d’objets culturels, réservant à Soleure tout ce qui a rapport au travail du fer, à Genève ce qui a trait à l’émail, à l’orfèvrerie, à la bijouterie. Je mettrais à Berne la collection céramique, à Saint-Gall celle des tissus, broderies, dentelles, à Lausanne, le mobilier, qui pourrait être aussi subdivisé par époques, entre plusieurs localités ; à Schwyz ou à Zoug, l’art rural ou rustique, dont les spécimens ne sont pas présentés, à Zurich, dans un cadre qui leur convient. (........) Avec ce système, Zurich resterait, pour toujours, le centre principal où se trouverait un peu de chaque chose, tandis que, dans les filiales, on pousserait la recherche du détail dans des catégories déterminées. »

## Histoire des collections
Les principes et les intentions muséologiques sont exprimées dans le rapport annuel du Landesmuseum en 1898/1899. Les responsables du musée y indiquent à plusieurs reprises leurs intentions et leurs idéaux, qu'ils avaient en tête lors de la création du musée : « Notre objectif était de donner une image du passé aussi fidèle que possible et particulièrement compréhensible pour le grand public. L'idée était de créer une ambiance généralement lisible et une mise en scène simple, pour assembler des objets selon des critères chronologiques et stylistiques. Un autre objectif de l'installation était de ramener autant que possible les objets dans leur environnement d'origine. Cette réflexion a conduit à la construction d'une chapelle, d'une grande salle (destinée à être un arsenal) pour les armes, un trésor pour rassembler les gemmes etc. » Cette attitude éclectique introduite dans le travail de conception par le directeur Angst caractérise le type spécial et nouveau du musée historique .
Grâce à son activité de collectionneur-marchand et de directeur du musée national, Heinrich Angst a pu intervenir sur le développement des collections du Musée national Suisse. Celui-ci décide d’y mettre à l’honneur des collections basées sur les « arts anciens, dits mineurs, comme la peinture sur verre, la sculpture sur bois et la céramique ». Dès 1887, la Confédération pousse les institutions à acquérir des objets qui doivent témoigner d’un génie helvétique. Après 1890, ces acquisitions rejoignent les collections du nouveau musée.
En 1891, le musée prend possession de la plupart des collections acquises par la Conférération pour la sauvegarde des antiquités suisses, mais aussi de pièces acquises à cet effet dès 1884. 18 817 pièces enrichissent donc le nouveau musée : vitraux, intérieurs anciens, mobilier, produits textiles, retables, auxquels s’ajoutent l’ensemble de céramique cédé par Heinrich Augst en 1891 , la collection d’objets lacustres du Dr. Victor Gross, ou le legs du conseiller national zurichois Salomon Vögelin. Parmi les dépôts les plus significatifs, figurent des objets réunis par Ferdinand Keller pour la Société des antiquaires de Zurich, des découvertes archéologiques des époques préhistorique, burgonde, alamane et surtout romaine, des vitraux, des portraits, des sceaux et des monnaies. Le musée hérite aussi des collections de monnaies et des médailles des archives de l’État. À partir de 1892, la Commission du musée a le privilège de pouvoir intervenir sur l’orientation des collections du musée, en acceptant ou refusant les propositions d’achat que lui soumet la direction .
Dans un souci de faire revivre le passé, le musée a aussi recours aux copies et aux reconstitutions. Les moulages, les fac-similés et les reproductions sont même considérés comme un bon moyen d’étoffer les ensembles, car ils permettent de combler les lacunes des collections originales.
Sous la direction d’Heinrich Angst, le Musée national suisse se porte acquéreur d'environ 100 tableaux, qui représentent pour la plupart des élites zurichoises, sur une période qui s’étend de la deuxième moitié du XVIe siècle à la fin du XVIIIe siècle.

### Constitution de la collection archéologique
Les collections archéologiques ont joué un rôle particulièrement sensible dans la genèse du MNS et la légitimation de son ambition supra cantonale. Le poids pris dans les collections par la préhistoire est important : le musée abrite des milliers de pièces se rapportant aux stations lacustres. Les ustensiles des temps préhistoriques alimentent les souvenirs de l’époque des temps héroïques. C’est dans ce contexte que la préhistoire entre au Musée national.

#### Prémices: la collection du Dr Gross
Lors des expositions universelles de Paris, notamment, en 1867 et en 1878, ainsi qu’à celle de Vienne, en 1873, la Confédération accorde aux particuliers un appui, tant logistique que muséographique, pour la mise en valeur de leurs collections. À côté des machines-outils, des locomotives à vapeur et des instruments mécaniques, les objets lacustres devaient en somme témoigner de la haute antiquité de l’excellence suisse en matière artisanale, et souligner les origines extrêmement lointaines d'une spécificité culturelle helvétique.
Dans ces circonstances, on comprend l’intervention extraordinaire de la Confédération pour le rachat (coûteux) de la collection Gross en 1884 : il fallait à tout prix éviter que cette collection présentée au monde entier en 1873 et en 1878 et désormais promue au rang de porte-étendard de la nation helvétique, soit vendue à l’étranger. Il s'agissait d'une des plus importantes interventions de la Confédération dans le domaine culturel. Le canton avait voulu éviter que, comme la collection du Dr Gustave Clément (achetée par le Musée Peabody de Cambrigde, aux États-Unis), les collections ne partent pour l'étranger. Cette collection, en premier lieu exposée au Palais fédéral, sera le fondement de la collection du musée national. Elle le rendait nécessaire, elle en justifiait le programme muséographique et elle garantissait la compétence fédérale sur une telle initiative.
L’achat de cette collection allait soulever de nombreux problèmes : des soucis d’ordre pratiques, idéologique et institutionnel. Elle illustrait en effet un problème fondamental : l’absence d’un musée approprié. Cette collection servira donc d’argument matériel pour la création d’un « musée national » qui la mettrait en valeur de façon satisfaisante. Sur le plan idéologique, la nature préhistorique des pièces du Dr Gross montrait la présence en Suisse d’une histoire commune millénaire, justifiant ainsi un projet de musée consacré à son illustration et sa mise en valeur. Sur le plan institutionnel, l’achat de la collection ouvrait la voie à une nouvelle interprétation des compétences fédérales en matière culturelle. Formant en quelque sorte jurisprudence, il apportait une certaine légitimité aux partisans d’un tel musée .

#### Rôle de Ferdinand Keller
Alors qu'il se promenait un beau soir de printemps 1832 aux portes de la ville de Zurich, dans le bois du Burghölzli, Ferdinand Keller assiste à la mise au jour accidentelle, par des ouvriers, de sépultures dotées de mobiliers funéraires insolites. Le jeune Keller ne tarde pas à identifier la haute antiquité de ces vestiges, et à reconnaître par conséquent leur intérêt spécifique. Féru d'histoire et de science, désireux d'explorer ce passé lointain et obscur, animé de surcroît d'un zèle certain pour la sauvegarde de ce patrimoine longtemps négligé, Keller ne tarde pas à gagner parmi ses proches des sympathies pour cette cause. Et à la tête d'un comité de six membres, il fonde ce qui constitue alors en Suisse la première société savante exclusivement consacrée aux antiquités .
La Gesellschaft für vaterländische Alterthümer (Société des antiquaires de Zurich) fondée en 1832 témoigne d'une volonté de dévotion au patrimoine de l'ensemble de la Confédération. Tout au long du XIXe siècle, la société a clairement circonscrit son programme dans les limites géographiques de la Confédération suisse. Elle a entretenu, par son président comme par certains de ses membres, des contacts permanents avec les développements de la recherche antiquaire, partout ailleurs en Europe.
En effet, pour Keller et ses collègues, la fouille et l'étude des matériaux archéologiques ne formaient qu'une composante de l'entreprise antiquaire, dont les finalités demeuraient proprement historiques.
La défense des antiquités répondait à des affirmations identitaires et politiques. À cet égard, il n'est guère surprenant que les premiers desseins d'un inventaire et d'une conservation raisonnée des antiquités de la Suisse se soient manifestés sous l'éphémère République helvétique.
L'interprétation du site d'Obermeilen par Keller en 1854 va être considéré comme l'invention de la “civilisation lacustre”. Jusqu'à son décès et pour la postérité, Keller sera dorénavant considéré avant tout comme le découvreur des stations lacustres, le “père de l'archéologie suisse” ; et la Société des antiquaires de Zurich, comme l'instrument du Président et l'éditrice des fameux Pfahlbauberichte.

#### Fièvre lacustre
Pour les Suisses, la découverte des sites littoraux a permis de reconstituer le passé, et de confirmer les "Lacustres" comme leurs ancêtres directs. Les vestiges de la vie quotidienne mis au jour sur les sites palafittiques étaient en excellent état de conservation et constituaient donc un apport considérable pour la connaissance de la préhistoire. Ils permettaient d'illustrer les techniques agricoles, artisanales, de chasse et de pêche. On trouvait sur ces sites de grandes quantités de vestiges en matières périssables – en exceptionnel état de conservation pour des vestiges organiques en milieu humide : peignes, épingles, pendentifs en corne, ustensiles en bois, vannerie… mais aussi fruits, graines, restes de pain.
Cela attira nombre de spécialistes en sciences naturelles et physiques, qui introduisaient des approches et méthodes novatrices. Les naturalistes, en plus d’établir le catalogue des plantes et animaux représentés, étudiaient la nature et l'évolution de l'environnement préhistorique, l'origine des espèces domestiquées, et donc les modes de diffusion et l'impact de l'agriculture. Les chimistes déterminaient la composition métallique des métaux, mais les comparaient aussi aux métaux étrusques, romains ou proche-orientaux, afin de déterminer leur origine, leur propagation, les recettes métallurgiques.
Les stations lacustres suscitent donc les premières analyses paléo-environnementales. Dès les années 1860, on étudie les plantes et les ossements animaux, afin de reconstituer l'environnement préhistorique, son évolution au cours des âges, et l'impact de l'homme. C'est dans ce contexte que sont réalisés, à l'échelle mondiale, les premiers travaux paléo-métallurgiques, archéo-zoologiques ou paléo-botaniques.
L’étude des stations lacustres - notamment le site de la Tène, a enfin permis de déterminer de façon précise la succession des trois époques : l'âge de la Pierre (Néolithique), l'âge du Bronze puis l'âge du Fer.
L'abondante correspondance conservée par la Société des Antiquaires de Zurich (AGZ) confirme son rôle central en matière de recherches archéologiques. Jour après jour, savants et amateurs de la Suisse entière signalent de nouvelles découvertes, qu'ils soumettent aux experts zurichois - les études archéologiques étaient très populaires en Suisse. L'AGZ se voit chargée de l'inventaire archéologique de l’ensemble de la Confédération.
La découverte des sites lacustres suisses aura donc un impact considérable sur le développement des recherches archéologiques en Suisse, et peut être considérée comme un événement fondateur, qui a donné l'impulsion originelle à la future discipline préhistorique.

#### Archéologie et genèse du Musée national suisse
Dans les années 1870, a lieu la première correction des eaux du Jura. L'abaissement artificiel du niveau des Lacs de Bienne et Morat met au jour, sur les grèves exondées, de nombreux vestiges archéologiques que les curieux s'empressent de collecter. Le commerce des antiquités atteindra un tel degré, que les autorités sont contraintes d'intervenir pour endiguer le pillage des sites, prévenir l'exportation des vestiges et garantir leur authenticité. Ces antiquités étaient précieuses aux yeux des autorités comme des archéologues : il s'agissait de l'héritage des ancêtres de la patrie suisse, et ces objets étaient riches d'informations sur l'histoire nationale.
En mettant l'accent sur le caractère identitaire des vestiges lacustres, la communauté archéologique réussit à faire admettre à l’État sa responsabilité dans la protection du patrimoine. Dès les années 1870, les autorités légifèrent dans le domaine patrimonial en règlementant la fouille et la collecte des antiquités lacustres. Cela encourage l'activisme des amis de l'archéologie : au cours des dernières décennies du XIXème sont créées un grand nombre de sociétés locales ou cantonales, qui s'impliquent toujours plus dans la fouille archéologique et la protection des monuments historiques .
Au tournant du XXe siècle, plusieurs cantons se dotent de lois patrimoniales, et en 1912, l'Assemblée fédérale adopte le nouveau Code civil suisse, confiant la responsabilité du patrimoine archéologique aux cantons. La préhistoire et les antiquités nationales font leur apparition dans les programmes universitaires.
Les vestiges de la civilisation lacustre seront déterminants pour la création d'un musée national, lequel incarnera le sentiment d'appartenance à une nation.
L'AGZ (Société des antiquaires de Zurich) a exercé une influence déterminante dans la création du Landesmuseum, non seulement dans le choix de la ville de Zurich pour son implantation, mais surtout par son engagement de remettre ses collections au nouveau musée national. D'une richesse remarquable, ces collections étaient rehaussées d'un prestige scientifique considérable .
Lorsque le Landesmuseum ouvre ses portes en 1898, on peut y voir des collections de la préhistoire, du Moyen Âge (surtout les siècles dits gothiques), et des temps modernes. Les objets postérieurs à 1815 n’y sont pas présentés, les responsables doutant de leur valeur historique .

## Expositions

### Expositions permanentes
Le musée abrite la plus grande collection culturelle et historique de la Suisse.
L'exposition permanente comprend des expositions sur la culture et l'histoire de l'habitat suisse. Elle se composait de quatre parties jusqu'à l'ouverture de l'extension  :

#### Archéologie

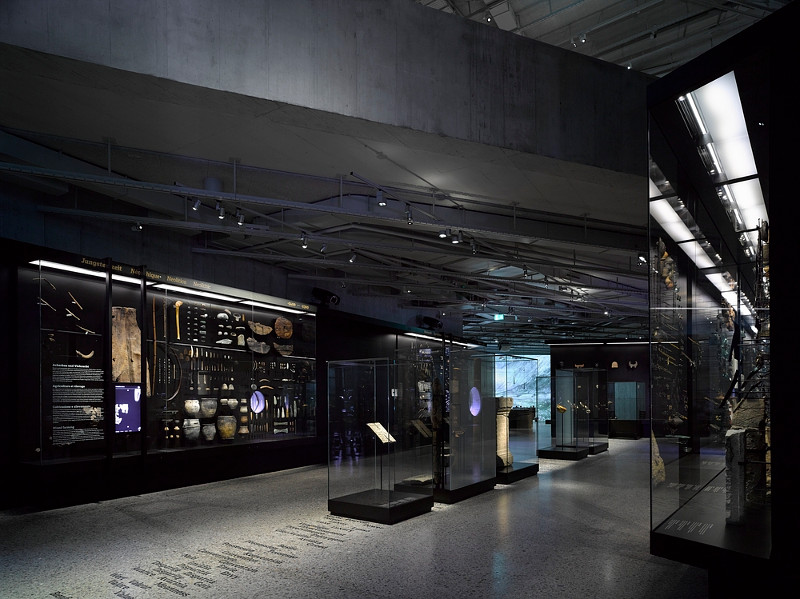
Aperçu de la salle d'exposition archéologique.

L'exposition sur la collection archéologique, autrefois temporairement exposée dans diverses salles de l'ancien bâtiment, a été redessinée à la suite de l'agrandissement du musée. Environ 1400 vestiges du patrimoine archéologique suisse mènent chronologiquement les visiteurs du Paléolithique moyen (il y a 100 000 ans) au début du Moyen Âge (environ 800). La plupart des objets exposés proviennent des réserves du Musée national suisse. Des prêts inestimables, venus de toute la Suisse, viennent compléter ce fonds exceptionnel.
Cette évolution est subdivisée en trois chapitres " Terra ", " Homo " et " Natura ". La première partie " Terra " illustre le monde de l'archéologie. Des vitrines présentent des objets que les archéologues ont trouvés dans le sol suisse. Une carte suspendue au plafond expose aux visiteurs le riche héritage culturel et historique de la Suisse.
" Homo ", le centre de l'exposition permanente, présente les étapes, dans l'ordre chronologique, de l'évolution du mode de pensée de l'homme, notamment par le biais d'une frise chronologique au sol. Chefs-d'œuvre de l'orfèvrerie antique, différents vestiges en bois, en pierre et en os, objets quotidien des populations anciennes sont ainsi exposés dans le nouveau bâtiment du musée et mis en valeur par une scénographie moderne et didactique, au moyen de tablettes numériques. Ainsi, chacune de ces grandes époques illustre l’avancée de la civilisation sur le territoire de la Suisse actuelle . Sur le sol de cette section se trouve une frise chronologique avec sept œuvres principales de la collection. Des animations cinématographiques, projetées sur la paroi de la vitrine, racontent l'histoire de l'objet.

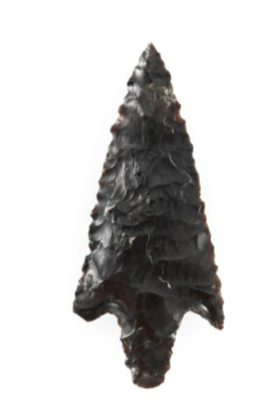
Pointe de flèche du Néolithique, trouvée à Estavayer FR.
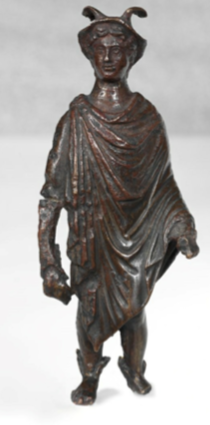
Statuette en bronze du dieu Mercure, vêtu d'une toge, portant un chapeau ailé, trouvée à Uster ZU.
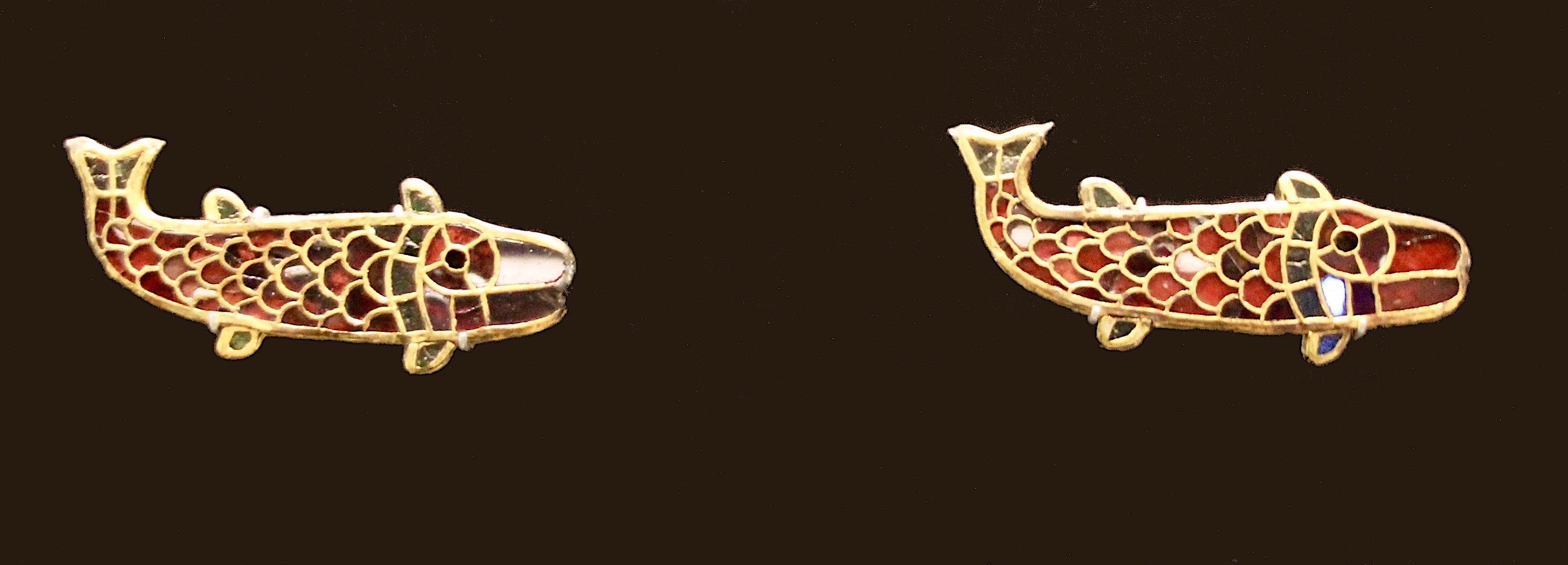
Fibule mérovingienne en forme de poisson en plaquettes d'almandin, et feuille d'argent doré (VIe siècle apr. J.-C.), trouvée à Bülach (Suisse) dans une tombe féminine.
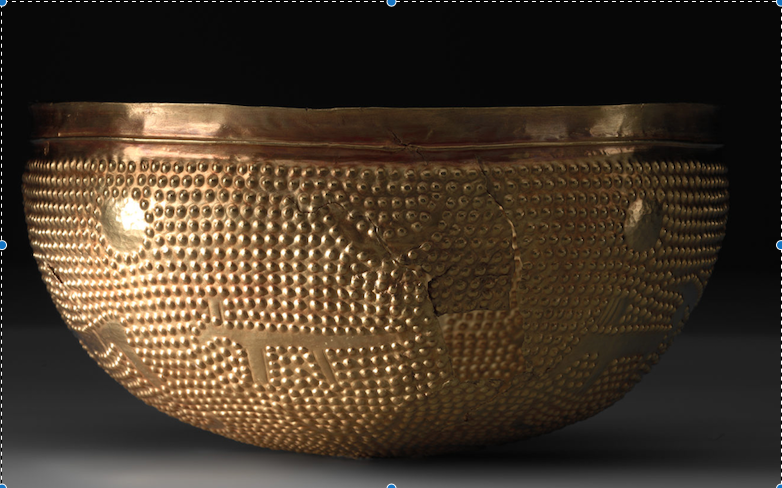
Coupe en or découverte à Altstetten.
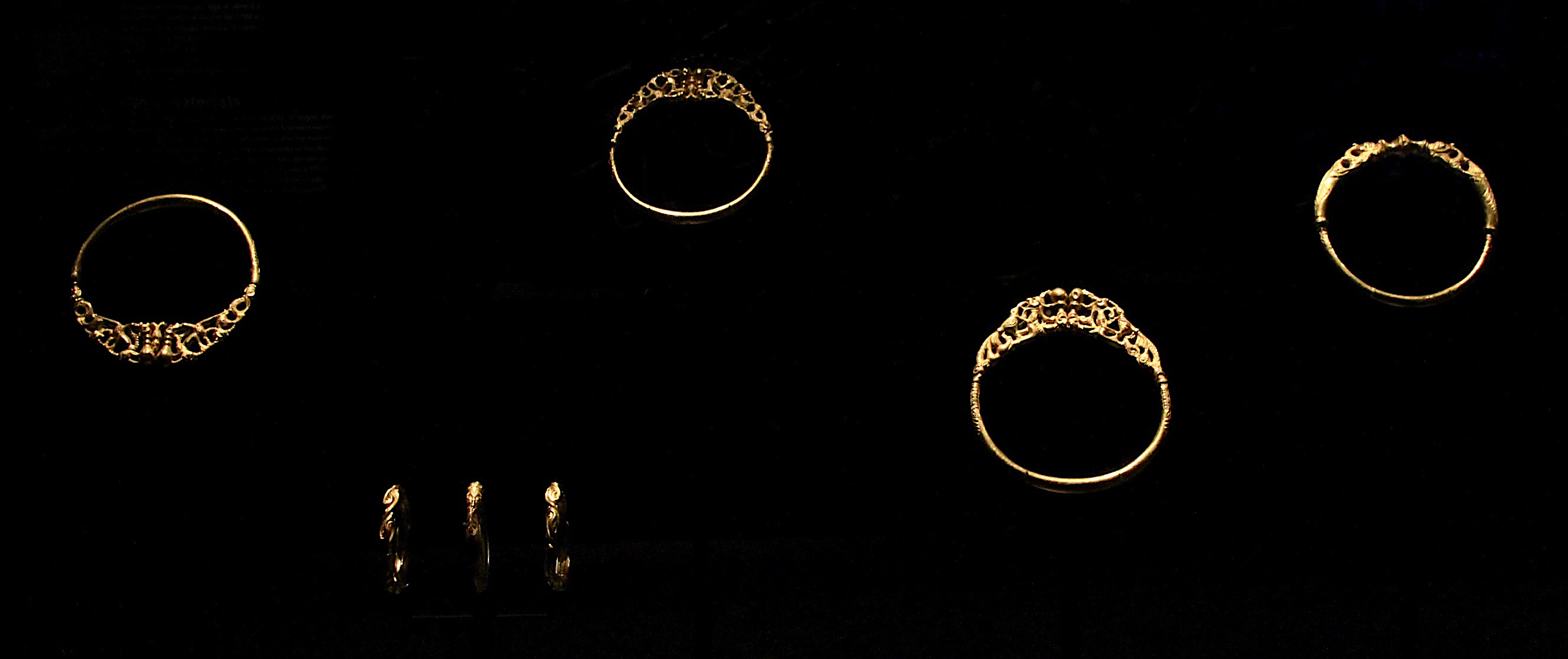
Les sept anneaux du Trésor d'Erstfeld

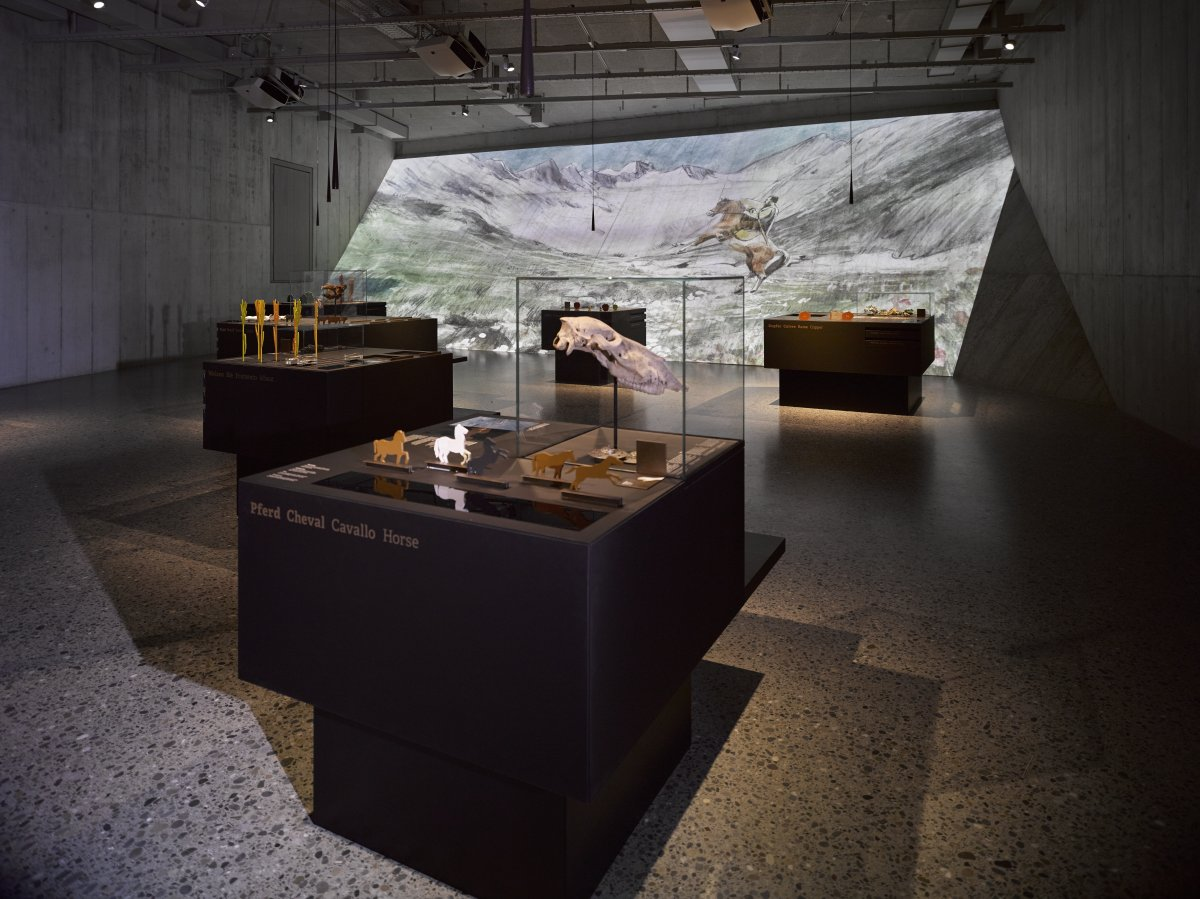
Panneaux interactifs de l'ère glaciaire.

La dernière partie " Natura " présente les interactions entre l'homme et l'animal. Avec la sédentarité, la domestication des plantes et des animaux, le paysage naturel se transforme. Il devient structuré et dominé par l'homme. Un carré sensitif a été tracé au sol, avec des empreintes de chaussures, qui invite le visiteur à se positionner dessus afin de lancer la cinématique relatant l'évolution du paysage projeté sur l'écran du fond de la salle. Un dispositif sonore dissimulé dans le mur crée une immersion auditive et démontre l'inventivité des substituts utilisés dans une section préhistorique.
Des bornes interactives de recherche complètent la présentation et permettent aux visiteurs de se glisser dans la peau des archéologues.

#### Histoire de la Suisse

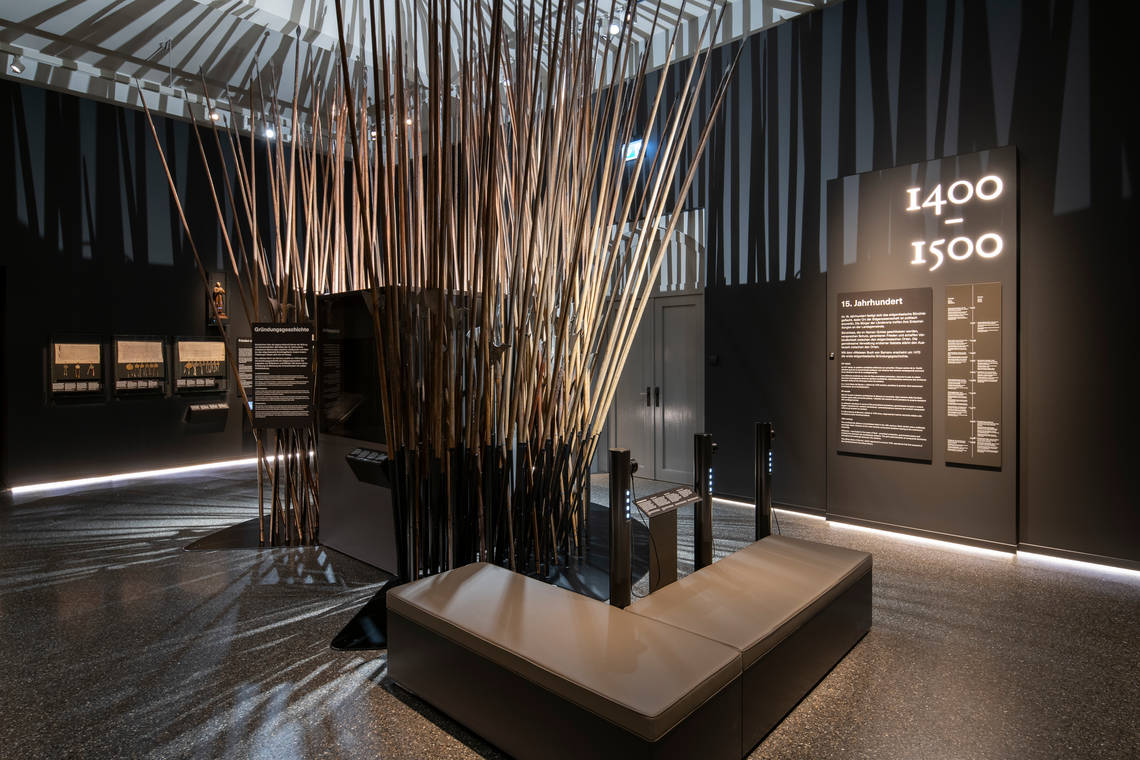
Aperçu de l'exposition permanente " Histoire de la Suisse "

La grande exposition historique du pays s'étend, sur une surface de 1 000 m2, du Moyen Âge jusqu'à nos jours, à l'aide de quatre thèmes principaux (la migration, la colonisation, la politique et l'économie), et organisés de façon chronologique. L'exposition retrace ainsi l’évolution de la fédération d’états vers un État fédéral, sur la base de divers événements et dates charnières . L'histoire de l'occupation du territoire ainsi que les mythes suisses sont également présentés dans cette partie. L'accent est mis sur l'histoire économique du pays, qui occupe une part importante de l'exposition.

#### Galerie des collections
Au rez-de-chaussée, les quelque 8 000 objets de la collection d'art du musée qui couvrent une période qui s'étend du Moyen Âge jusqu'à l'époque moderne, sont répartis en 20 domaines thématiques. Ils illustrent le développement de l'artisanat suisse, par l'exposition d'objets significatifs . Elle attire l'attention sur leurs fonctions et leur importance, reflétant ainsi le patrimoine artisanal des différents milieux socio-culturels et des différentes régions suisse . Le musée abrite ainsi les plus grandes collections de costumes de la Suisse et comprend des vêtements régionaux pour femmes, hommes et enfants du XVIIIe au XXIe siècle, ainsi que des broderies de lin. Un système d'éclairage spécifique a été mis en place afin que les visiteurs puissent admirer les tapisseries tout en assurant leur préservation .
La galerie des collections a été inaugurée en 2009 après la rénovation de l'aile de la gare .

#### Idées de la Suisse

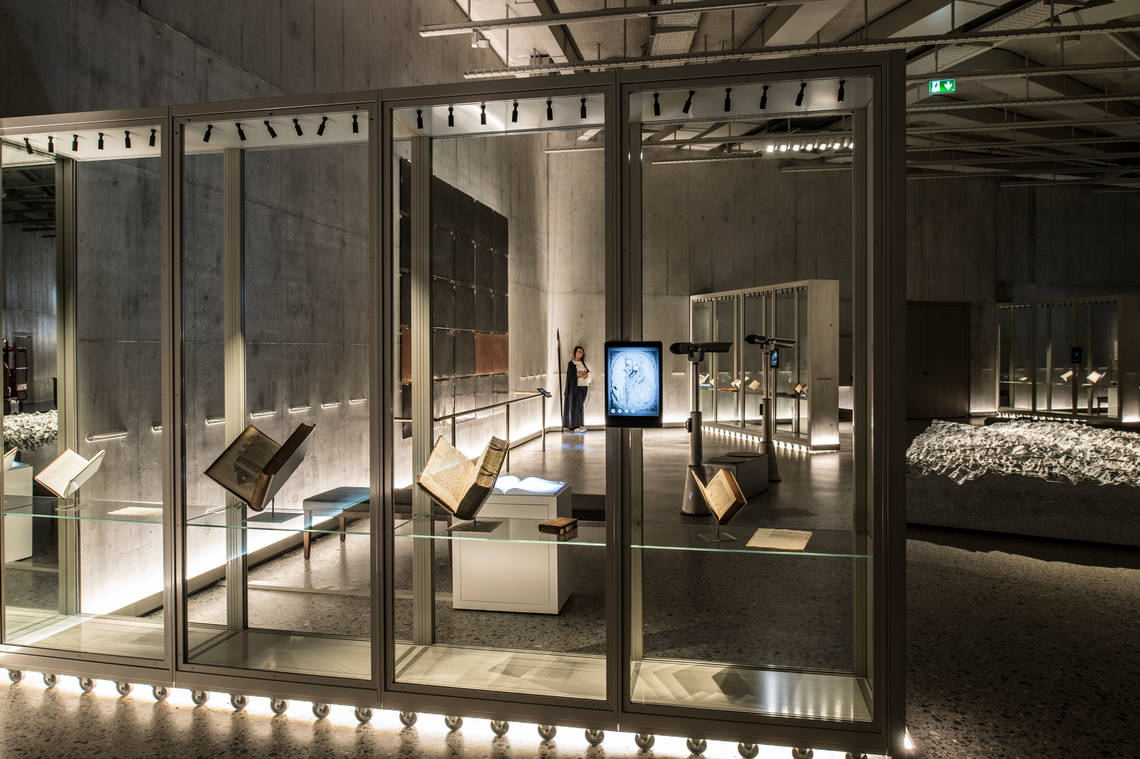
Aperçu de l'installation " Idées de la Suisse " du Musée national Suisse.

Cette exposition, située à l'entrée du bâtiment, retrace les facteurs de cohésion de la communauté suisse, à travers les idées communes qui imprègnent la communauté. Ces idées deviennent la carte d’identité d’une collectivité et constituent, finalement, le fondement de la conscience nationale. L'installation, à travers des écrits originaux d’Etterlin, de Calvin, de Rousseau et de Dunant exposés au moyen de livres ouverts avec des écrans interactifs, de même que la carte Dufour et le relief du Saint Gothard positionnée au centre de la salle, permet d'en apprendre davantage sur les idées de la suisse et de les déchiffrer .

#### Simplement Zurich

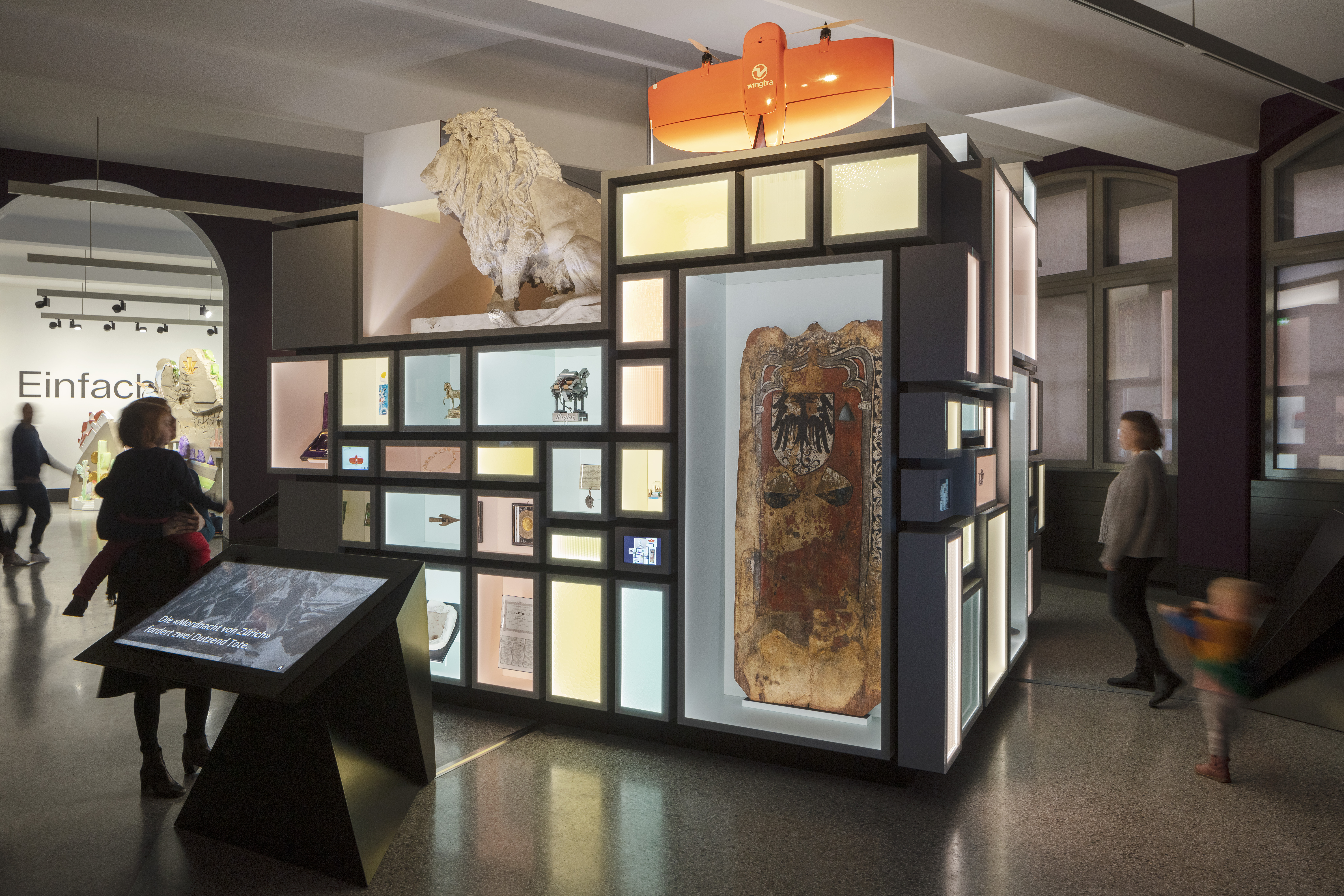
Aperçu de l'installation " Simplement Zurich " du Musée national Suisse.

Dans le cadre du concept muséal de la ville de Zurich, l’idée est née, en 2008, d’ouvrir dans le Musée national agrandi une «vitrine zurichoise» pour la ville et le canton, qui propose une brève introduction à l’histoire de Zurich de façon simple et intéressante .
Le musée dépeint ainsi la longue histoire de la ville et du canton de Zurich, par la mise en valeur d'objets historiques, dans trois salles de l'institution qui lui sont consacrées. Cette section présente la variété de la ville et du canton de Zurich de manière subjective et ludique, notamment à l'aide d'une vitrine qui montre 60 objets racontant des histoires et des particularités zurichoises. Les sujets s'étendent des luttes de pouvoir entre politiques dans le Zurich historique jusqu'à l'industrie créative aujourd'hui .

#### Meubles et chambres suisse
Le clou de l'exposition de la culture de l'habitat est composé de pièces historiques du Musée national. Dans les chambres sont exposés du mobilier historiques du XXe siècle.

#### Tour d'armes
Les possessions de l'ancien arsenal à Zurich forment la base de l'importante collection internationale de la Tour d'armes. Elle s'étend du Moyen Âge pour les armes et du XIXe et XXe siècles pour les uniformes de l'armée suisse.

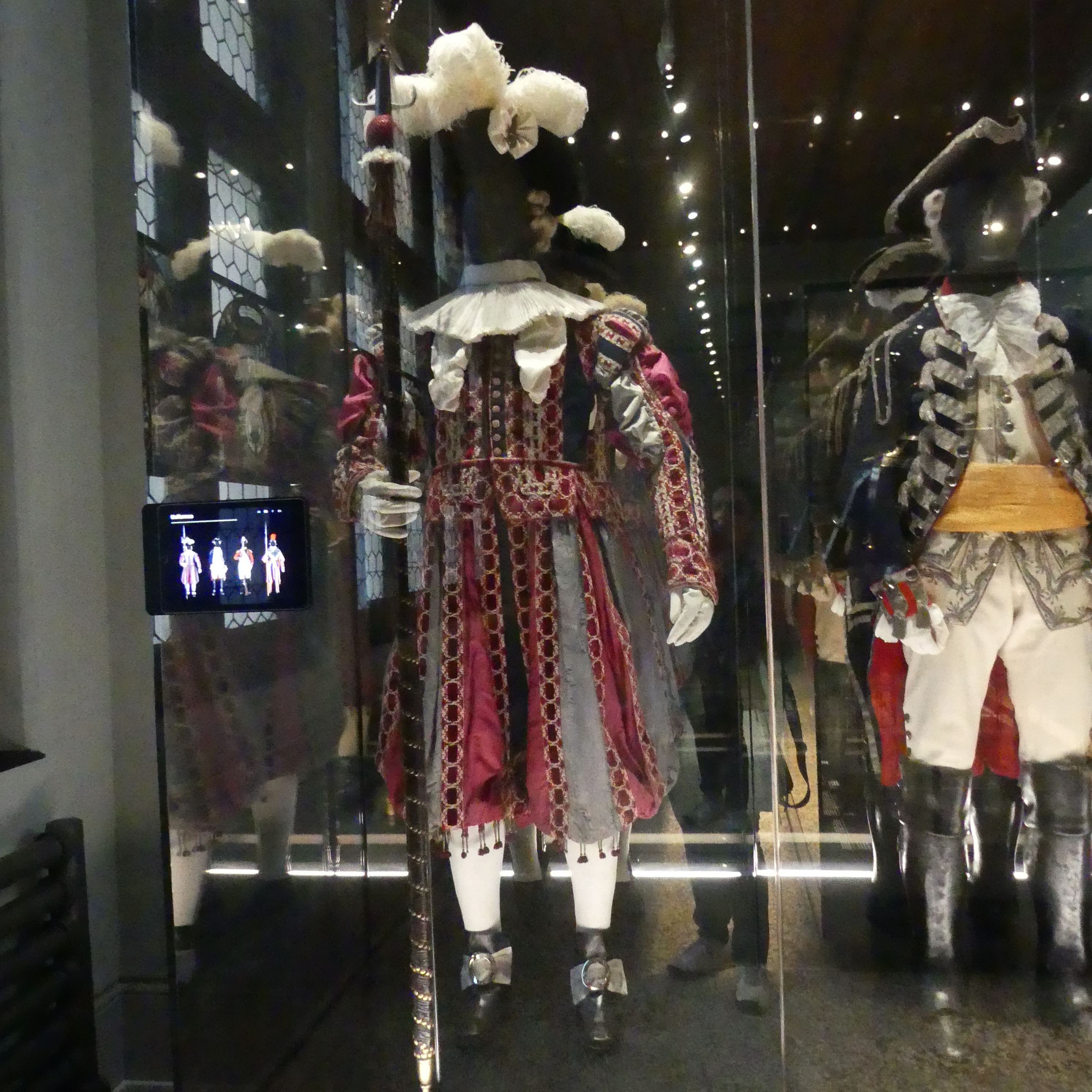
Uniformes de la Garde Suisse au XIXe siècle.
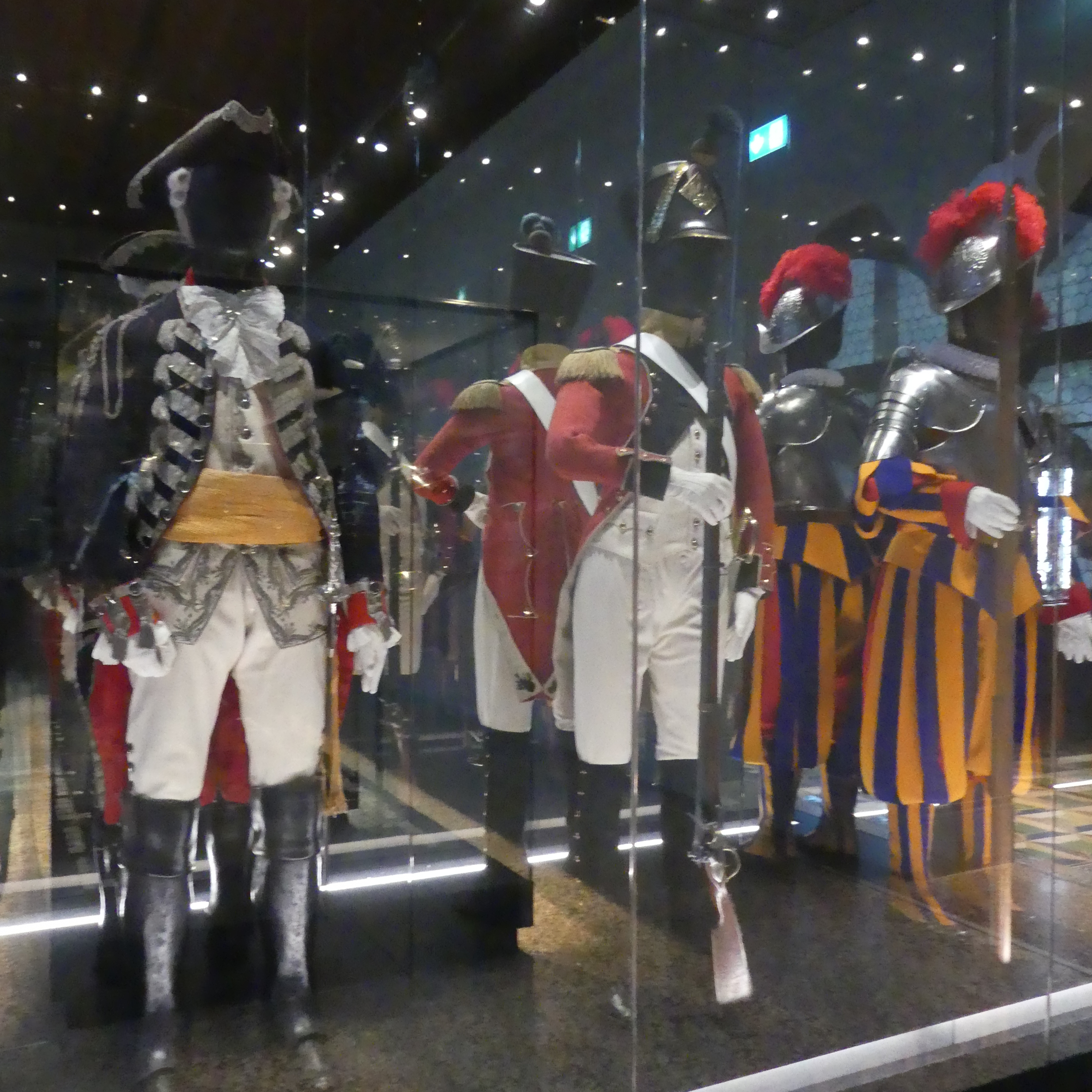
Uniformes d'infanterie hollandaise, du service français, et uniforme de gala d'un hallebardier de la Garde Suisse.
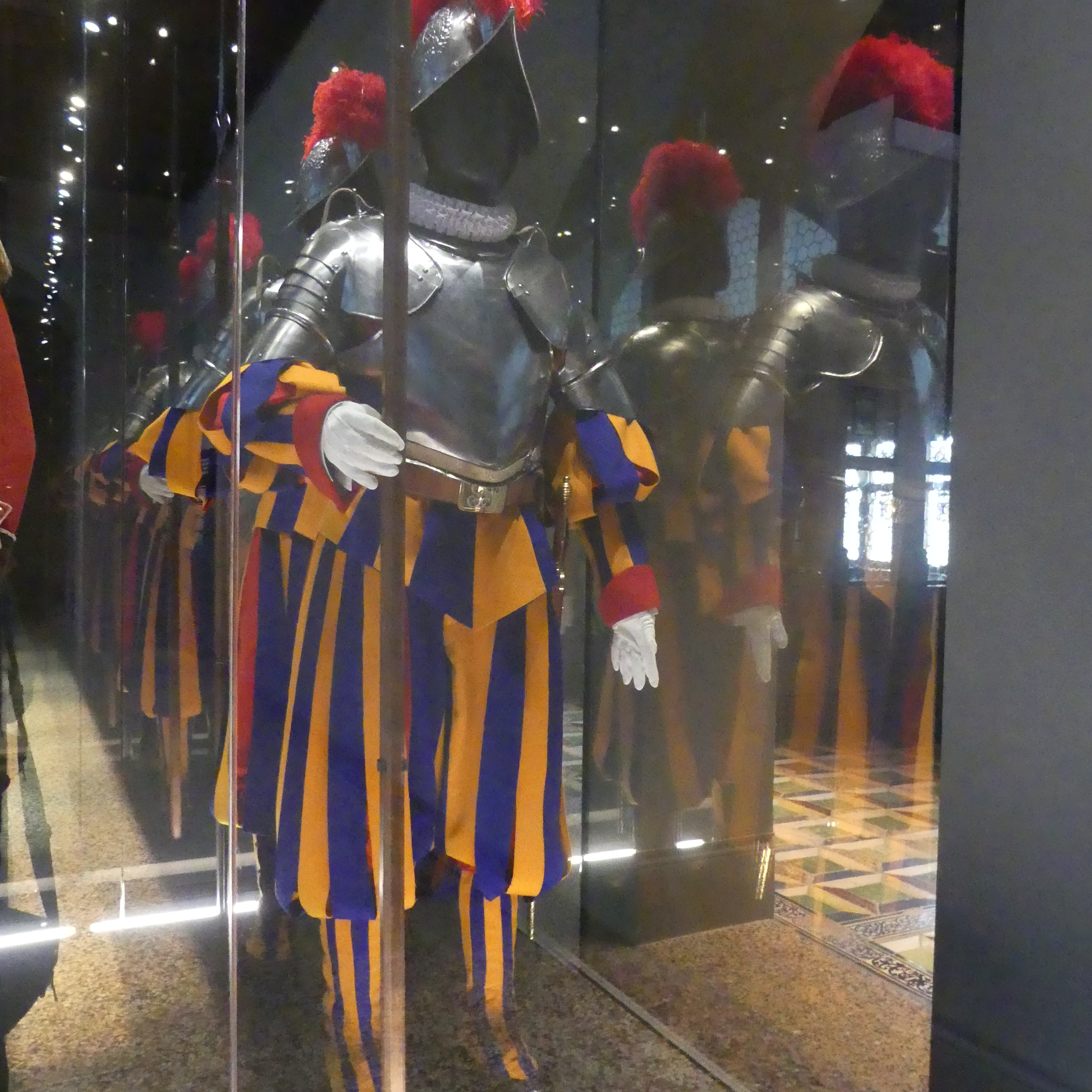
Uniforme de gala d'un hallebardier de la Garde Suisse en 1915.

### Expositions temporaires
Des expositions temporaires sur des sujets culturels et historiques sont régulièrement organisées; elles illustrent des sujets de société et sont destinés à tous types de publics.
Au cours de ces dernières années, on peut ainsi signaler les expositions suivantes :
- Les moniales. Des femmes fortes au Moyen Âge (20 mars 2020 - 16 août 2020) [23]
- Les indiennes. Un tissu aux mille histoires (30 août 2019 - 19 janvier 2020) [24]
- À la recherche du style. 1850 – 1900 (23 mars 2019 – 15 juillet 2019) [25]
- Bouc émissaire (15 mars 2019 – 30 juin 2019) [26]
- Imagine 68. Le spectacle de la révolution (14 septembre 2018 – 20 janvier 2019) [27]
- Montreux. Jazz depuis 1967 (19 janvier 2018 – 21 mai 2018) [28]
- L'abbaye d'Einsiedeln. 1 000 ans de pèlerinages (16 septembre 2017 – 21 janvier 2018) [29]
- La révolution de 1917. La Russie et la Suisse (24 février 2017 – 25 juin 2017) [30]
- L’Europe à la Renaissance. Métamorphoses 1400 – 1600 (1er août 2016 – 27 novembre 2016) [31]
- Dada Universel (5 février 2016 – 28 mars 2016) [32]
- 1515 Marignan (27 mars 2015 – 19 juillet 2015) [33]
- La Cravate. Hommes mode pouvoir. (19 septembre 2014 – 18 janvier 2015) [34]
- Archéologie. Trésors du Musée national suisse (21 juin 2013 – 29 novembre 2015) [35]
- Noël et crèches (chaque année en décembre)
- Swiss Press Photo / World Press Photo (chaque année)

## Littérature complémentaire
Pour les personnes désirant étendre leurs connaissances sur le musée, en plus les titres déjà mentionnés dans les références, il existe les ouvrages suivants :

### Histoire du musée
Chantal Lafontant Valloton, La création du Musée national suisse : enjeux politiques et muséaux, ICOM Suisse, 2007, p. 36-40

### Expositions permanentes
Luca Tori, Heidi Amrein, Eva Carlevaro, Jacqueline Perifanakis, Samuel van Willigen, La nouvelle exposition permanente du Musée national suisse, 2016 (lire en ligne), p. 32-33.

### Section Archéologique
Laurent Flusch, Reliques et répliques, ou l'archéologie au Musée national suisse, 1998 (lire en ligne), p. 59-64